# FC Felgueiras 1932
FC Felgueiras 1932 is een Portugese voetbalclub die is opgericht in 2006 na het failliet gaan van haar voorganger, FC Felgueiras.

## Geschiedenis
FC Felgueiras 1932 werd op 8 mei 2006 opgericht en kan gezien worden als de opvolger van FC Felgueiras dat in 2005 de zaken op het gebied van de financiën niet rond kreeg. De huidige club begon in de amateurdivisies van Portugal en werd zeven jaar na zijn oprichting een van de clubs die zorgde voor het ontstaan van de Campeonato de Portugal. In het eerste seizoen van de Liga 3, waar de ploeg enkele jaren later aan deelnam, werd een eerste plek veroverd in de groep. Nadien werd de club in de race voor promotie naar het tweede niveau uitgeschakeld in de promotiegroep. Opmerkelijk is dat voor 2022/23 exact hetzelfde geldt, in het seizoen van 2023/24 wist de club de ban te doorbreken. Voor de derde maal op rij werd de club kampioen van zijn groep van de reguliere competitie. Door een verandering in de competitieopzet gingen de twee beste teams uit de promotiegroep door naar het tweede niveau. FC Felgueiras 1932 werd in die groep tweede, met zes punten verschil achter FC Alverca. Door deze prestatie promoveerde de club voor het eerst in zijn geschiedenis naar de Liga 2.
Académico de Viseu · 
FC Alverca ·
Benfica B ·
GD Chaves ·
Feirense ·
Felgueiras ·
União Leiria ·  
Leixões · 
Mafra · 
Marítimo · 
Oliveirense · 
Paços de Ferreira ·
Penafiel · 
Porto B ·  
Portimonense · 
Tondela · 
Torreense · 
FC Vizela